# 陳反
陳反，字正卿（1895年5月1日—1962年1月31日），教育家、企業家。曾任職於臺中州彰化市二八水公學校田中央分校（彰化縣田中國小的前身）擔任教師與代理校長，並在青果業、運輸業、米穀業，取得重大成就。戰後遭受國民政府抺黑及控告侵佔公物，後法院宣判無罪。

## 生平
出生於日治臺灣明治28年（1895年）南投縣名間郷弓鞋村(今三崙村)。1908年皮仔寮公學校(名崗國小)畢業，1910年就讀於臺灣總督府國語學校師範部(臺北教育大學)，1912年因病肄業，1913年任職於臺中州彰化市二八水公學校田中央分校(田中國小)。1916年投入青果業,並將青果輸往日本，並擔任中部臺灣青果輸出同業組合評代議員、臺果容器購買利用販賣組合常務理事、臺果輸送利用組合理事、東華名產株式會社專務取締役、臺灣青果株式會社監查役等職務。1926年由於香蕉交易制度的改變而退出香蕉界。
1930年擔任朝日自動車合資會社之常任監查役（經營臺中－彰化間公車業務）。1931年7月兼任臺中州共榮自動車株式會社(豐原客運)專務，1934年所營之運輸行業因國營巴士計畫遭收購而中斷。1934年獲官選為第8屆臺中市協議會議員。並於彰化市開設朝日精米所，經營精米業生意。歷任臺灣白米納入組合理事、彰化市米穀納入組合理事、組合長。
戰後1947年出任國大代表(華南區商業團體代表)，員林汽車客運公司董事長、臺灣省米穀商業聯合會理事長、臺中青果運銷合作社理事主席、彰化市警民協會理事長。臺灣省青果運銷合作社暨聯合社理事主席，對日請求返還戰災保險金處理委員會常務委員/副主任委員，彰化縣米穀商業同業公會理事長，彰化陳家祖廟管理委員會主任委員，彰化市建築信用合作社理事主席。
戰後受國民政府抺黑及控告侵佔公物，1952年5月22日遭台中地院判處徒刑八年並沒收財產，並於1952年6月2日拍賣所有陳反名下動產，1953年8月15日由高等法院發回更審宣判無罪。相關事績亦收錄於二二八事件檔案彙編之台灣省台中市參加暴亂份子名冊中。1962年1月31日因高血壓病逝於彰化市西興里家中，享壽67歲
。身後歸葬故里南投縣名間郷弓鞋村墓園。